# 엄마가 보고있다
《엄마가 보고있다》는 2015년 4월 25일부터 2015년 7월 11일까지 방송된 JTBC의 예능 프로그램이다.

## 소개
어머니의 마음으로 자녀의 생활을 들여다본다는 콘셉트를 가진 관찰 예능 프로그램이다.

## 출연진

### MC
- 이본
- 장동민
- 강민혁

### 씬스틸러
- 김부선
- 염동헌
- 황석정
- 원기준
- 박준면
- 김강현
- 정이랑
- 신지훈